# Bakuto (cómic)
Bakuto es un ninja de ficción en cómics estadounidenses publicados en Marvel Comics. 
Ramón Rodríguez interpreta a Bakuto en el universo cinematográfico de Marvel, las series de Netflix, Iron Fist y en The Defenders. 

## Historial de publicaciones
El personaje, creado por Andy Diggle, Antony Johnston y Marco Checchetto, apareció por primera vez en Daredevil # 505 (abril de 2010).

## Biografía
Bakuto, el jefe Daimyo de Sudamérica, se encontró con los otros cuatro Daimyos en el Castillo Jigoku-Chu en Japón. Mostró algunas dudas en Matt Murdock dirigiendo La Mano y se burló especialmente de la participación de White Tiger debido a que era una mujer. De antemano, Bakuto había matado a su maestro, Izanagi, para mostrar "su fuerza de voluntad", llegando incluso a no permitirle el seppuku.
En el presente, mientras cenan, la comida de Bakuto se disparó causando que alucine demonios. Matt va a verlo como Daredevil y ambos son atacados de inmediato por ninjas que fueron secretamente enviados por los otros Daimyos. Después de derrotarlos, Matt es llevado a creer que alguien está intentando tomar la vida de Bakuto y sube la seguridad. A pesar de esto, Bakuto cree que Matt fue quien envió a los ninjas y comienza a conspirar para matarlo. Más tarde se enfrenta a White Tiger, que en realidad está poseída, y es asesinado en combate con espadas.

## En otros medios

### Televisión
- Bakuto aparece en Iron Fist, interpretado por Ramón Rodríguez. Bakuto es uno de los líderes de La Mano y es el sensei de Colleen Wing desde antes de los eventos de la serie.[3] Bakuto al principio parece ser una persona benevolente, ayudando a Danny Rand en sus habilidades y mostrándole imágenes del Puño de Hierro anterior, pero pronto se hace evidente que desea utilizar a Danny para sus propios fines y especialmente tiene planes para el Meachums.[4][5] Después de disparar a Joy Meachum, él y sus hombres se llevan a Danny, pero terminan peleando con Colleen y Davos. Bakuto lucha contra Colleen con espadas, pero es apuñalado por su antiguo alumno. Colleen se niega a matar a Bakuto, por lo que Davos lo hace por ella. Su cuerpo luego desaparece. Colleen supone que la gente de Bakuto lo tomó, pero Danny recuerda que Harold Meachum logró regresar de entre los muertos.[6]
- Bakuto reaparece en The Defenders, revivido a plena salud. Él está establecido para ser uno de los cinco Dedos de la Mano, los otros son Sowande, Madame Gao, Alexandra y Murakami. Él aparece por primera vez cuando acosa a Colleen, Danny y Luke mientras escoltan a Claire al 29° precinto por custodia de protección, pero escapa.[7] Él está más tarde presente, junto con Murakami y Madame Gao, cuando Elektra mata a Alexandra y asume el mando de la Mano.[8] Los tres Dedos expresan desdeño con Elektra por sus acciones, pero ella no se inmuta, solo está interesada en cultivar la sustancia para que pueda tener la inmortalidad eterna.[9] No obstante, los Dedos abordan a Matt, Luke y Jessica cuando salen del precinto y regresan a Midland Circle para rescatar a Danny de Elektra. Bakuto está muy cerca de terminar con Matt hasta que Colleen aparece para luchar contra él. Bakuto se queda arriba para luchar contra Colleen, Claire y Misty. Recobrando la ventaja, Colleen mata a Bakuto decapitándolo, pero no antes de que se corte parte del brazo derecho de Misty.[10]